# Гаріс Вучкич
Гаріс Вучкич (словен. Haris Vučkić, нар. 21 серпня 1992, Любляна) — словенський футболіст, півзахисник іспанського «Реал Сарагоса» та національної збірної Словенії. На умовах оренди виступає за «Рієку».

## Клубна кар'єра
У дорослому футболі дебютував у 2008 році виступами за команду клубу «Домжале», в якій провів один сезон, взявши участь лише у 5 матчах чемпіонату. 
2009 року уклав контракт з «Ньюкасл Юнайтед», втім пробитися до основного складу англійської команди не зміг, грав здебільшого за другу команду клубу.
Частину 2012 року провів в оренді у «Кардіфф Сіті», відіграв за валлійську команду 5 матчів в національному чемпіонаті, після чого повернувся до «Ньюкасла», де знову продовжив виступи за команду дублерів клубу.

## Виступи за збірні
У 2005 році дебютував у складі юнацької збірної Словенії, взяв участь у 25 іграх на юнацькому рівні, відзначившись 13 забитими голами.
Протягом 2009–2010 років залучався до складу молодіжної збірної Словенії. На молодіжному рівні зіграв у 4 офіційних матчах, забив 1 гол.
У жовтні 2010 року отримав свій перший виклик до національної збірної Словенії, втім дебют гравця у головній команді країни відбувся лише на початку 2012 — у товариській грі словенців проти збірної Шотландії 29 лютого 2012 року.